# César-díj a legjobb fikciós rövidfilmnek
A legjobb fikciós rövidfilm César-díját (franciául César du meilleur court-métrage de fiction) a francia Filmművészeti és Filmtechnikai Akadémia 1977 és 1991 között ítélte oda a kisjátékfilmek elismerésére. Átadása a „Césarok éjszakája” elnevezésű gálaünnepségen történt.
A nagyjátékfilmektől eltérően nem minden, egy-egy évben készült rövidfilm került az Akadémia tagjai elé, hanem egy előzetes szűrésen estek át. Az Akadémia Rövidfilm Bizottsága választotta ki az elsőkörös alkotásokat a maximum egyórás, CNC-engedéllyel  rendelkező, eredeti forgatókönyv alapján készült fikciós kisjátékfilmek közül. A jelöltek száma az évek során többször változott.

## Díjazottak és jelöltek
A díjazottak vastagítással vannak kiemelve. Az évszám a díjosztó gála évét jelzi, amikor az előző évben forgalmazásra került film elismerésben részesült.

### 1970-es évek
| Év   | Díjazottak és jelöltek |
| ---- | --- |
| 1977 | - Comment ça va je m'en fous, rendezte: François de Roubaix - Chaleur d'été, rendezte: Jean-Louis Leconte - L'enfant prisonnier, rendezte: Jean-Michel Carré - L'hiver approche, rendezte: Georges Bensoussan (réalisateur)\|Georges Bensoussan - La nuit du beau marin peut-être, rendezte: Frank Verpillat - Le destin de Jean-Noël, rendezte: Gabriel Auer |
| 1978 | - 500 grammes de foie de veau, rendezte: Henri Glaeser - Je veux mourir pour la patrie, rendezte: Jean-Paul Sartre, Mosco Boucault - Le blanc des yeux, rendezte: Henri Colomer - Sauf dimanches et fêtes, rendezte: François Ode - Temps souterrain, rendezte: Dávid András                                                                                  |
| 1979 | - Dégustation maison, rendezte: Sophie Tatischeff - Jeudi 7 avril, rendezte: Peter Kassovitz - Le chien de M. Michel, rendezte: Jean-Jacques Beineix - L'ornière, rendezte: François Dupeyron |

### 1980-as évek
| Év   | Díjazottak és jelöltek |
| ---- | --- |
| 1980 | - Colloque de chiens, rendezte: Raoul Ruiz - Nuit féline, rendezte: Gérard Marx - Sibylle, rendezte: Robert Cappa |
| 1981 | - Toine, rendezte: Edmond Séchan - La découverte, rendezte: Arthur Joffé - Le bruit des jambes de Lucie, rendezte: Anne Quesemand - Vive la mariée, rendezte: Patrice Noïa |
| 1982 | - Alix fényképei (Les photos d'Alix), rendezte: Jean Eustache - Cher Alexandre, rendezte: Anne Lemonier - Le rat noir d'Amérique, rendezte: Jérôme Enrico - The Subtil Concept, rendezte: Gérard Krawczyk |
| 1983 | - Bluff, rendezte: Philippe Bensoussan - Canta gitano, rendezte: Tony Gatlif - La saisie, rendezte: Yves-Noël Francois - Merlin ou le cours de l'or, rendezte: Arthur Joffé |
| 1984 | - Stars suburb: la banlieue des étoiles, rendezte: Stéphane Drouot - Coup de feu, rendezte: Magali Clément - Panique au montage, rendezte: Olivier Esmein - Toro Moreno, rendezte: Gérard Krawczyk |
| 1985 | - Première classe, rendezte: Mehdi El Glaoui - La Combine de la girafe, rendezte: Thomas Gilou - Homicide by night, rendezte: Gérard Krawczyk - Oiseau de sang, rendezte: Fréderic Rippert - Premiers mètres, rendezte: Pierre Lévy |
| 1986 | - Grosse, rendezte: Brigitte Roüan - La consultation, rendezte: Radovan Tadic - Dialogue de sourds, rendezte: Bernard Nauer - Juste avant le mariage, rendezte: Jacques Deschamps (réalisateur)\|Jacques Deschamps - Le livre de Marie, rendezte: Anne-Marie Mieville |
| 1987 | - La goula, rendezte: Roger Guillot - Alger la blanche, rendezte: Cyril Collard - Bel ragazzo, rendezte: Georges Bensoussan - Bocetta revient de guerre, rendezte: Jean-Pierre Sinapi - Bol de jour, rendezte: Henri Gruvman - Deobernique, rendezte: Celia Canning, Raymond Gourrier - Joseph M, rendezte: Jacques Cluzaud - La poupée qui tousse, rendezte: Farid Lahouassa - Le Bridge, rendezte: Gilles Dagneau - Le Maître chanteur, rendezte: Mathias Ledoux - Les Arcandiers, rendezte: Manuel Sanchez - Pauline épaulettes, rendezte: Stéphanie de Mareuil - Sur le talus, rendezte: Laurence Ferreira-Barbosa - Synthétique opérette, rendezte: Olivier Esmein - Torero hallucinogène, rendezte: Stéphane Clavier - Triple sec, rendezte: Yves Thomas - Une fille, rendezte: Henri Herre - Zambinella, rendezte: Catherine Laine Galode |
| 1988 | - Présence féminine, rendezte: Éric Rochant - D'après Maria, rendezte: Jean-Claude Robert - Pétition, rendezte: Jean-Louis Comolli |
| 1989 | - Lamento, rendezte: François Dupeyron - Bing Bang, rendezte: Éric Woreth - New York 1935, rendezte: Michèle Ferrand-Lafaye - Une femme pour l'hiver, rendezte: Manuel Fleche |

### 1990-es évek
| Év   | Díjazottak és jelöltek |
| ---- | --- |
| 1990 | - Lune froide, rendezte: Patrick Bouchitey - Ce qui me meut, rendezte: Cédric Klapisch - Vol nuptial, rendezte: Dominique Crevecœur                        |
| 1991 | - Foutaises, rendezte: Jean-Pierre Jeunet - Deux pièces cuisine, rendezte: Philippe Harel - Final, rendezte: Irène Jouannet - Uhloz, rendezte: Guy Jacques |